# BBC Music
BBC Music — отдельная структура отвечающая за музыкальную политику британского медиахолдинга Би-би-си. В настоящее время пост её директора занимает Боб Шеннан, который также контролирует музыкальный формат BBC Radio 2, BBC Radio 6 Music и BBC Asian Network.
BBC Music является частью BBC Radio и подконтрольна Хелен Боаден; однако в её компетенцию также входит музыка, транслируемая на телевидении и в онлайн-сервисах. Структура была создана в 2014 году; тем не менее, BBC уже использовала бренд BBC Music для упоминания своего музыкального онлайн-контента и некоторых концертных мероприятий, включая ныне несуществующий лейбл.

## Запуск
Официальный запуск BBC Music состоялся 7 октября 2014 года в 20:00. Трансляцию открывала эксклюзивная кавер-версия песни Beach Boys «God Only Knows», спродюсированная Итаном Джонсом. Она была исполнена специально собранной супергруппой вокалистов: Крисом Мартином (Coldplay), Стиви Уандером, Кайли Миноуг, Дэйвом Гролом (Foo Fighters), Элтоном Джоном, Фарреллом Уильямсом и участниками One Direction, в сопровождении концертного оркестра Би-би-си.

## Деятельность
BBC Music отвечает за отбор музыки, транслируемой на Би-би-си. Редакторы организации отбирают музыкальный контент для шести национальных музыкальных радиостанций медиахолдинга: BBC Radio 1, 1Xtra, Radio 2, Radio 3, 6 Music и BBC Asian Network, а также организуют концертные мероприятия для каждой из этих радиостанций. К ним относятся Radio 1’s Big Weekend, выступления в Гайд-парке и концерты для Radio 2, BBC Proms (включая различные мероприятия «Proms in the Park») и музыкальный фестиваль BBC 6.
Многие телевизионные музыкальные программы и документальные фильмы BBC создаются совместно с BBC Music, при этом идентификатор BBC Music часто воспроизводится между идентификатором обычного канала и началом программы. Структура также занимается освещением других концертных мероприятий, организованных под патронажем BBC, таких как фестиваль в Гластонбери, T in the Park, фестивали Рединге и Лидсе, Celtic Connections и других.
Помимо этого BBC Music отвечает за музыкальную онлайн-базу BBC, сопоставляя все песни, воспроизводимые на национальных радиостанциях BBC, и большую часть музыки, воспроизводимой на британских телевизионных каналах BBC. BBC Music включает опцию My Tracks, ранее называвшуюся BBC Playlister, интерактивную персонализированную музыкальную службу, которая позволяет создавать списки воспроизведения музыки, которая воспроизводилась на BBC с использованием существующих онлайн-платформ Deezer, YouTube и Spotify. В My Tracks также представлены плейлисты, созданные диджеями и ведущими радио BBC, такими как Джо Уайли, Грег Джеймс, Стив Ламак, Зейн Лоу и Фёрн Коттон.
Кроме того, структура координирует проведение BBC Music Awards, а также курирует BBC Introduction, программу по привлечению менее известных и андеграундных артистов на местное и национальное радио.